# Masaki Tsuchihashi
Masaki Tsuchihashi (Prefettura di Kanagawa, 23 luglio 1972) è un ex calciatore giapponese, di ruolo centrocampista.